# 普里博伊
普里博伊（塞尔维亚语：／，發音：[prǐːbɔj]）是塞爾維亞的一座城市。位於塞爾維亞西南部地區。座標位置是北緯43.59°，東經19.54°。2011年，市區人口有14,015人，整個行政區的人口有27,127人。普里博伊首次被提到是在1418年。普里博伊位於塞爾維亞、波黑和黑山三國之間。市內人口最多的民族是塞爾維亞人。FAP公司的總部位於普里博伊。

## 人口

### 行政區民族比例
1991年，普里耶波行政區的人口有35,951人，比例如下：
- 塞爾維亞人（67.26%）
- 穆斯林人（30.39%）
- 其他

2011年，普里博伊行政區的人口有27,127人，民族比例如下：
- 塞爾維亞人 = 82%
- 波斯尼亞人 = 15%
- 穆斯林人 = 3%

### 市區民族比例
2002年，普里博伊市區的人口有19,564人，比例如下：
- 塞爾維亞人 = 13,386
- 波斯尼亞人 = 4,396
- 穆斯林人 = 1,042
- 其他

## 外部連結
- Tourist organization of Priboj - Turisticka organizacija Priboja
- Priboj.net （页面存档备份，存于）